# 2492 Kutuzov
2492 Kutuzov eller 1977 NT är en asteroid i huvudbältet som upptäcktes den 14 juli 1977 av den rysk-sovjetiske astronomen Nikolaj Tjernych vid Krims astrofysiska observatorium på Krim. Den har fått sitt namn efter Michail Kutuzov.
Asteroiden har en diameter på ungefär 27 kilometer och den tillhör asteroidgruppen Themis.